# Beta Ethniki 1968-1969
La Beta Ethniki 1968-1969 è stata la 10ª edizione del campionato greco di calcio di secondo livello.

## Girone Nord

### Squadre partecipanti
| Squadra                    | Città          |
| -------------------------- | -------------- |
| Anagennīsī Giannitsa       | Giannitsa      |
| Apollōn Kalamarias         | Kalamaria      |
| Aris Ptolemaida            | Ptolemaida     |
| Doxa Dramas                | Drama          |
| Edessaïkos                 | Edessa         |
| Ethnikos Alexandroupolis   | Alessandropoli |
| Florina                    | Florina        |
| Kastoria                   | Kastoria       |
| Kavala                     | Kavala         |
| Kozani                     | Kozani         |
| Lamia                      | Lamia          |
| Larissa                    | Larissa        |
| Makedonikos                | Neapoli        |
| Megas Alexandros Salonicco | Salonicco      |
| Nikī Volo                  | Volos          |
| Olympiakos Volos           | Volos          |
| Orcomeno                   | Orcomeno       |
| Skoda Xanthī               | Xanthi         |

### Classifica
|  | Pos. | Squadra                    | Pt | G  | V  | N  | P  | GF | GS | DR  |
|  | ---- | -------------------------- | -- | -- | -- | -- | -- | -- | -- | --- |
|  | 1.   | Kavala                     | 86 | 34 | 23 | 6  | 5  | 75 | 18 | +57 |
|  | 2.   | Olympiakos Volos           | 81 | 34 | 21 | 5  | 8  | 53 | 27 | +26 |
|  | 3.   | Doxa Dramas                | 75 | 34 | 16 | 9  | 9  | 44 | 24 | +20 |
|  | 4.   | Apollōn Kalamarias         | 75 | 34 | 15 | 11 | 8  | 45 | 28 | +17 |
|  | 5.   | Lamia                      | 75 | 34 | 17 | 7  | 10 | 50 | 35 | +15 |
|  | 6.   | Nikī Volo                  | 73 | 34 | 16 | 7  | 11 | 39 | 33 | +6  |
|  | 7.   | Kozani                     | 68 | 34 | 13 | 8  | 13 | 33 | 40 | -7  |
|  | 8.   | Edessaïkos                 | 67 | 34 | 11 | 11 | 12 | 36 | 38 | -2  |
|  | 9.   | Florina                    | 67 | 34 | 13 | 7  | 14 | 34 | 40 | -6  |
|  | 10.  | Anagennīsī Giannitsa       | 66 | 34 | 13 | 6  | 15 | 48 | 50 | -2  |
|  | 11.  | Makedonikos                | 65 | 34 | 11 | 9  | 14 | 46 | 37 | +9  |
|  | 12.  | Ethnikos Alexandroupolis   | 65 | 34 | 12 | 7  | 15 | 37 | 46 | -9  |
|  | 13.  | Orcomeno                   | 62 | 34 | 11 | 6  | 17 | 54 | 69 | -15 |
|  | 14.  | Aris Ptolemaida            | 62 | 34 | 11 | 7  | 16 | 28 | 47 | -19 |
|  | 15.  | Skoda Xanthī               | 62 | 34 | 11 | 6  | 17 | 36 | 61 | -25 |
|  | 16.  | Kastoria                   | 61 | 34 | 9  | 9  | 16 | 26 | 49 | -23 |
|  | 17.  | Larissa                    | 60 | 34 | 11 | 4  | 19 | 37 | 43 | -6  |
|  | 18.  | Megas Alexandros Salonicco | 53 | 34 | 8  | 3  | 23 | 23 | 57 | -34 |

Legenda:

      Ammesse in Alpha Ethniki 1969-1970

### Spareggio promozione/retrocessione
| Squadra 1        | Totale | Squadra 2 | Andata | Ritorno |
| ---------------- | ------ | --------- | ------ | ------- |
| Olympiakos Volos | 4 - 4  | GAS Veria | 2 - 1  | 2 - 3   |

rigiocata a Larissa
| Squadra 1 | Risultato | Squadra 2        |
| --------- | --------- | ---------------- |
| GAS Veria | 1 – 2     | Olympiakos Volos |

## Girone Sud

### Squadre partecipanti
| Squadra          | Città      |
| ---------------- | ---------- |
| Aias Salamina    | Salamina   |
| Argonaftis Pireo | Il Pireo   |
| Atromītos        | Peristeri  |
| Atromītos Pireo  | Il Pireo   |
| AO Chania        | La Canea   |
| Ethnikos Asteras | Kaisarianī |
| Fostiras         | Tavros     |
| Ikaros Atene     | Atene      |
| Iōnikos          | Nikea      |
| Kalamata         | Calamata   |
| Korinthos        | Corinto    |
| Levadeiakos      | Livadia    |
| Panachaïkī       | Patrasso   |
| Panaitōlikos     | Agrinio    |
| Panelefsiniakos  | Eleusi     |
| PAS Giannina     | Giannina   |
| Proodeftikī      | Korydallos |
| Rodos            | Rodi       |

### Classifica
|  | Pos. | Squadra          | Pt | G  | V  | N  | P  | GF | GS | DR  |
|  | ---- | ---------------- | -- | -- | -- | -- | -- | -- | -- | --- |
|  | 1.   | Panachaïkī       | 85 | 34 | 22 | 7  | 5  | 68 | 33 | +35 |
|  | 2.   | Proodeftikī      | 81 | 34 | 19 | 9  | 6  | 50 | 30 | +20 |
|  | 3.   | Fostiras         | 71 | 34 | 14 | 9  | 11 | 45 | 35 | +10 |
|  | 4.   | Kalamata         | 71 | 34 | 13 | 11 | 10 | 36 | 31 | +5  |
|  | 5.   | PAS Giannina     | 70 | 34 | 15 | 6  | 13 | 40 | 38 | +2  |
|  | 6.   | Panelefsiniakos  | 69 | 34 | 12 | 11 | 11 | 45 | 37 | +7  |
|  | 7.   | Panaitōlikos     | 69 | 34 | 14 | 7  | 13 | 45 | 40 | +5  |
|  | 8.   | Atromītos        | 67 | 34 | 12 | 9  | 13 | 46 | 45 | +1  |
|  | 9.   | Ikaros Atene     | 67 | 34 | 11 | 11 | 12 | 44 | 44 | 0   |
|  | 10.  | Atromītos Pireo  | 66 | 34 | 9  | 14 | 11 | 27 | 35 | -8  |
|  | 11.  | Argonaftis Pireo | 65 | 34 | 10 | 11 | 13 | 42 | 43 | -1  |
|  | 12.  | Ethnikos Asteras | 65 | 34 | 10 | 11 | 13 | 37 | 42 | -5  |
|  | 13.  | Korinthos        | 65 | 34 | 12 | 7  | 15 | 37 | 43 | -6  |
|  | 14.  | Rodos            | 65 | 34 | 10 | 11 | 13 | 35 | 41 | -6  |
|  | 15.  | Aias Salamina    | 65 | 34 | 11 | 9  | 14 | 23 | 36 | -13 |
|  | 16.  | Levadeiakos      | 64 | 34 | 9  | 12 | 13 | 22 | 21 | +1  |
|  | 17.  | Iōnikos          | 62 | 34 | 7  | 14 | 13 | 23 | 39 | -16 |
|  | 18.  | AO Chania        | 57 | 34 | 8  | 7  | 19 | 31 | 63 | -32 |

Legenda:

      Ammesse in Alpha Ethniki 1969-1970

### Spareggio promozione/retrocessione
| Squadra 1   | Totale | Squadra 2       | Andata | Ritorno |
| ----------- | ------ | --------------- | ------ | ------- |
| Proodeftikī | 1 - 1  | Apollōn Smyrnīs | 1 - 0  | 0 - 1   |

rigiocata ad Atene
| Squadra 1       | Risultato | Squadra 2   |
| --------------- | --------- | ----------- |
| Apollōn Smyrnīs | 1 – 1     | Proodeftikī |